# Galerie Arthur M. Sackler
La galerie Arthur M. Sackler et la galerie d'art Freer forment les musées nationaux de l'art asiatique de la Smithsonian Institution. Les galeries Freer et Sackler abritent la plus grande bibliothèque de recherche sur l'art asiatique aux États-Unis. Fondée en 1987, la galerie est nommée d'après Arthur M. Sackler, qui a fait don d'environ 1 000 objets et 4 millions $ pour la construction du musée. Située du côté sud du National Mall à Washington, D. C., et étant reliée physiquement à la galerie d'art Freer, 96 % de l'installation se trouve située sous le Enid A. Haupt Garden.

## Histoire
Le Premier ministre japonais Masayoshi Ohira a visité la galerie d'art Freer en 1979. Lors de sa visite, il a annoncé que le Japon ferait don de 1 million $ à la Smithsonian afin d'aider à la construction d'une annexe à ce bâtiment pour afficher l'art asiatique. La même année, le Sénat américain approuva la demande de fonds de 500 000 $ de la Smithsonian Institution afin de construire des musées consacrés à l'art asiatique et africain. En juin 1980, la Smithsonian a retiré le projet "Quadrilatère Sud" de son plan financier,. Ce projet a refait surface en 1981, et le 23 décembre, le Congrès américain accorda 960 000 $ de fonds publics pour le nouveau complexe. 
En 1982, Arthur M. Sackler a fait don de près de 1000 œuvres d'art et d'objets asiatiques à la Smithsonian Institution. La collection fut évaluée à 50 millions $,,. Avec ce don, Sackler a également fourni 4 millions $ pour construire une installation pour abriter les objets, fondant ainsi la galerie Arthur M. Sackler,. La construction quadrangulaire débuta le 22 juin 1982. Un montant supplémentaire de 36,5 millions $ fut affecté à la poursuite du projet en octobre. L'inauguration eut lieu le 21 juin 1983. Le 21 février 1984, Milo C. Plage a été désigné pour être le directeur scientifique de la galerie. 
La galerie ouvrit ses portes le 28 septembre 1987. Arthur Sackler mourut quatre mois avant l'ouverture. 
En mars 2002, Julian Raby, spécialiste de l'art islamique, fut nommé directeur des installations. En 2006, J. Keith Wilson est devenu le directeur adjoint et conservateur de la section consacré à l'art chinois. 
En janvier 2012, la galerie Arthur M. Sackler a célébré le 30e anniversaire de sa fondation avec un don de 5 millions $ de la veuve de Sackler.